# Vidara (jezero)
Vidara je umjetno jezero u Bosni i Hercegovini, nastalo pregrađivanjem lokalne rijeke 1971. godine. Brana je duga oko 240 i visoka 21 m. Jezero je razgranato: ima 3 velika zaljeva i mnogo manjih. Po slobodnoj procjeni, obujam mu je oko 5 km. 2013. godine jezero je poribljeno.